# Ashleigh Simon
Ashleigh Ann Simon (nascida em 11 de maio de 1989) é uma jogadora sul-africana de golfe profissional que atualmente joga tanto nos torneios do circuito LPGA quanto do Ladies European Tour.
No golfe dos Jogos Olímpicos de Verão de 2016, realizados no Rio de Janeiro, Brasil, terminou sua participação na competição de jogo por tacadas individual feminino em quinquagésimo lugar, representando África do Sul.